# Ferrovia Luino-Milano
La ferrovia Luino-Milano è una linea ferroviaria gestita da RFI che utilizza diverse tratte ferroviarie:
- la tratta da Luino a Laveno-Mombello della linea Novara-Pino;
- la linea Gallarate-Laveno;
- la tratta da Gallarate a Milano della linea Domodossola-Milano.